# Wollongong

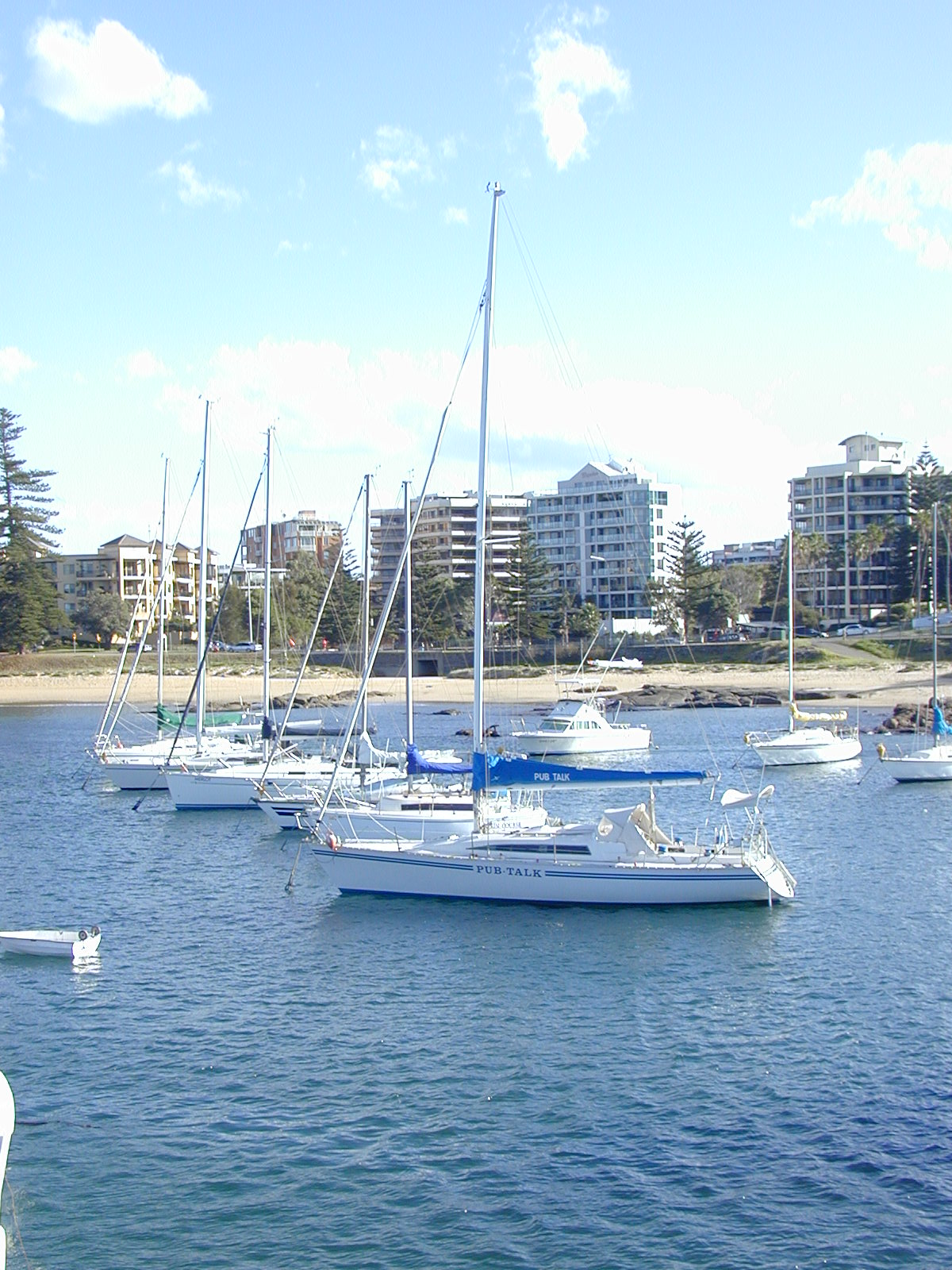
Wollongong kikötője

Wollongong a harmadik legnagyobb város az ausztrál Új-Dél-Wales államban. Lakossága 263 535 fő. Wollongong egyúttal egy kormányzati terület, amit a Wollongong Városi Tanács adminisztrál. 

## Neve
A „Wollongong” név a helybeli őslakos nyelvből ered, jelentése állítólag 'a tenger hangja,' mások szerint 'nagy hallakomát' jelent. 

## Földrajz
A város Ausztrália keleti részén, a Tasman-tenger partján fekszik, 82 km-re délre Sydneytől. Egy látványos tengerparti út és vasúti járat köti össze a két várost. 

## Története
A városnak hosszú ipari és bányászati története van, szénbányával, vasöntödével és ipari kikötővel rendelkezik. Ez a központja az állam déli tengerparti halászatának is. A városon belül van egy egyetem, ami évente sok külföldi diákot vonz, két katedrális és a Nan Tien Buddhista Templom, a legnagyobb a déli féltekén.